# Happonvilliers
Happonvilliers és un municipi francès, situat al departament de l'Eure i Loir i a la regió de Centre – Vall del Loira. L'any 2007 tenia 304 habitants.

## Demografia

### Població
El 2007 la població de fet de Happonvilliers era de 304 persones. Hi havia 130 famílies, de les quals 36 eren unipersonals (16 homes vivint sols i 20 dones vivint soles), 43 parelles sense fills, 43 parelles amb fills i 8 famílies monoparentals amb fills.
La població ha evolucionat segons el següent gràfic:
Habitants censats

### Habitatges
El 2007 hi havia 200 habitatges, 130 eren l'habitatge principal de la família, 57 eren segones residències i 12 estaven desocupats. 195 eren cases i 4 eren apartaments. Dels 130 habitatges principals, 110 estaven ocupats pels seus propietaris, 17 estaven llogats i ocupats pels llogaters i 3 estaven cedits a títol gratuït; 3 tenien una cambra, 11 en tenien dues, 28 en tenien tres, 39 en tenien quatre i 49 en tenien cinc o més. 113 habitatges disposaven pel capbaix d'una plaça de pàrquing. A 59 habitatges hi havia un automòbil i a 59 n'hi havia dos o més.

### Piràmide de població
La piràmide de població per edats i sexe el 2009 era:
| Homes | Edats   | Dones |
| ----- | ------- | ----- |
| 0     | 95 o +  | 0     |
| 0     | 90 a 94 | 4     |
| 0     | 85 a 89 | 0     |
| 4     | 80 a 84 | 8     |
| 16    | 75 a 79 | 4     |
| 4     | 70 a 74 | 12    |
| 8     | 65 a 69 | 4     |
| 8     | 60 a 64 | 4     |
| 0     | 55 a 59 | 0     |
| 0     | 50 a 54 | 8     |
| 4     | 45 a 49 | 0     |
| 12    | 40 a 44 | 8     |
| 8     | 35 a 39 | 8     |
| 12    | 30 a 34 | 8     |
| 16    | 25 a 29 | 20    |
| 0     | 20 a 24 | 12    |
| 8     | 15 a 19 | 4     |
| 0     | 10 a 14 | 4     |
| 4     | 5 a 9   | 8     |
| 16    | 0 a 4   | 16    |

## Economia
El 2007 la població en edat de treballar era de 187 persones, 151 eren actives i 36 eren inactives. De les 151 persones actives 141 estaven ocupades (75 homes i 66 dones) i 10 estaven aturades (4 homes i 6 dones). De les 36 persones inactives 15 estaven jubilades, 7 estaven estudiant i 14 estaven classificades com a «altres inactius».

### Ingressos
El 2009 a Happonvilliers hi havia 140 unitats fiscals que integraven 329,5 persones, la mediana anual d'ingressos fiscals per persona era de 18.502 €.

### Activitats econòmiques
Dels 9 establiments que hi havia el 2007, 1 era d'una empresa extractiva, 1 d'una empresa alimentària, 3 d'empreses de construcció, 1 d'una empresa de comerç i reparació d'automòbils, 1 d'una empresa d'informació i comunicació, 1 d'una empresa de serveis i 1 d'una entitat de l'administració pública.
Dels 2 establiments de servei als particulars que hi havia el 2009, 1 era una fusteria i 1 lampisteria.
L'únic establiment comercial que hi havia el 2009 era una fleca.
L'any 2000 a Happonvilliers hi havia 14 explotacions agrícoles que ocupaven un total de 1.210 hectàrees.

## Equipaments sanitaris i escolars
El 2009 hi havia una escola elemental integrada dins d'un grup escolar amb les comunes properes formant una escola dispersa.

## Poblacions més properes
El següent diagrama mostra les poblacions més properes.